# Banca Popolare di Verona - S. Geminiano e S. Prospero
La Banca Popolare di Verona - S. Geminiano e S. Prospero S.p.A. è stata una banca facente parte del gruppo bancario Banco Popolare. Era identificata dal codice ABI 05188.

## Storia
È stata costituita il 1º luglio 2007 contestualmente alla fusione tra il Banco Popolare di Verona e Novara e la Banca Popolare Italiana (ex Banca Popolare di Lodi) che hanno fondato il gruppo bancario Banco Popolare: a seguito del conferimento del ramo di azienda bancaria dell'ex Banco Popolare di Verona e Novara, viene costituita una nuova società  – controllata al 100% dalla capogruppo Banco Popolare S.C. – denominata "Banca Popolare di Verona - S. Geminiano e S. Prospero S.p.A.".
Rimane con la propria rete degli sportelli, una società autonoma fino al 27 dicembre 2011, quando è stata incorporata nella capogruppo Banco Popolare S.C...

## Marchi territoriali
La Banca Popolare di Verona - S. Geminiano e S. Prospero S.p.A. aveva sede legale e direzione generale a Verona ed era presente principalmente nel nord-est ed in misura marginale in Lombardia e nelle Marche con i marchi di rete:
- Banca Popolare di Verona: in Veneto, in Friuli-Venezia Giulia  (ad eccezione della provincia di Gorizia), in Lombardia (nelle province di Brescia e Mantova) e nella provincia autonoma di Bolzano
- Banco S. Geminiano e S. Prospero: in Emilia-Romagna (escluse le province di Parma e Piacenza), in Lombardia nella provincia di Mantova e nelle Marche nella provincia di Pesaro e Urbino
- Banco San Marco: nella città metropolitana di Venezia
- Banca Popolare del Trentino: nella provincia autonoma di Trento